# Puliharjo
Puliharjo is een bestuurslaag in het regentschap Kebumen van de provincie Midden-Java, Indonesië. Puliharjo telt 2406 inwoners (volkstelling 2010).